# دیگو مارتینز پناس
دیگو مارتینز پناس (اسپانیایی: Diego Martínez Penas‎؛ زادهٔ ۱۶ دسامبر ۱۹۸۰) بازیکن سابق و مربی فوتبال اهل اسپانیا است.
از باشگاه‌هایی که در آن بازی کرده است می‌توان به تیم‌های جوانان باشگاه فوتبال سلتاویگو و باشگاه فوتبال کادیس اشاره کرد.